# Georges Hüe

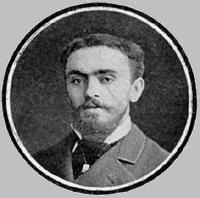
Georges Hüe.

Georges Adolphe Hüe, född 6 maj 1858 i Versailles, död 7 juni 1948 i Paris, var en fransk tonsättare. 
Hüe, som var lärjunge till Napoléon Henri Reber vid Pariskonservatoriet, vann Prix de Rome 1879 och staden Paris pris för den symfoniska "legenden" Rübezahl (1886) samt komponerade sedermera bland annat pantomimen Cœur brisé (1890), körverket Résurrection (1892), operorna Le roi de Paris (1901) och Titania (1903) samt orkestersaker och sånger.